# Садиба (пам'ятка природи)
Сади́ба — комплексна пам'ятка природи місцевого значення в Україні. Розташована в селі Тимофіївка Гадяцького району Полтавської області.
Площа — 15,32 га. Створено згідно з рішенням Полтавської обласної ради від 04.09.1995. Перебуває в користуванні Плішивецької сільської ради.
Охороняється парковий комплекс на старій садибі пана О. Т. Богаєвського з декоративними насадженнями. На території пам'ятки зростають клен гостролистий, дуб звичайний, бузок звичайний та інші породи. Парковий комплекс включає мальовничий став та схил зі степовим різнотрав'ям.